# ノーベル文学賞
ノーベル文学賞（、スウェーデン語: Nobelpriset i litteratur）は、ノーベル賞6部門のうちの一つ。文学の分野において理念をもって創作し、最も傑出した作品を創作した人物に授与される。原則として定数1名のみ受賞されるが、これまでに1904年のフレデリック・ミストラル、ホセ・エチェガライ・イ・アイサギレや1917年のカール・ギェレルプ、ヘンリク・ポントピダン、1966年のシュムエル・アグノン、ネリー・ザックス、1974年のエイヴィンド・ユーンソン、ハリー・マーティンソンが2人同時に受賞者となっている。

## 概要
アルフレッド・ノーベルは少年時代から文学に関心を持っており、特にバイロンとシェリーの詩に熱中して自らも詩を書いていた。また母語であるスウェーデン語に加えて、英語、フランス語、ドイツ語、イタリア語、ロシア語に堪能であり、外国の文学作品の翻訳を趣味としていた。晩年になっても戯曲「ネメシス」を執筆しており、創作文芸全般に強い関心を抱いていた。
このため、ノーベル賞の構想時にも科学だけでなく文学も人類にとって重要であると認識し、遺言の中で「理想的な方向性の (in an ideal direction)」文学を表彰の対象に含めた。
ノーベル文学賞はその作家の作品、活動の全体に対して与えられるものであって、一つの作品に対して与えられるものではない。ただし、特に代表的な作品や選考の上で評価された重要な作品などの名前が賞記に記されることもある。原則として選考の時点で生存している作家が対象であり、追贈は行わない。資格を持っている各地のペン・クラブや大学、文学者などから候補が推薦され、これをスウェーデン学士院が選考する。
他の科学賞や平和賞の趣旨と歩調を合わせて人類の進歩、発展に寄与する理想主義的、人道主義的な文学者に授与されることが多い。第二次世界大戦後は、1947年にアンドレ・ジッドが受賞したように、世界的に著名で高齢の文豪が選ばれる傾向が強くなった。それまでは比較的若く、以後の創作が望まれる作家が選ばれる傾向があった。1970年代以降はパトリック・ホワイトをはじめ前衛的な作家が選ばれ得るようになり、広い地域から受賞者が生まれた。ノーベル自身が体現してきた、科学技術による人類の進歩・発展に寄与する、理想主義的・人道主義的な文学範囲を含む、広義の意味での、ジャンル小説としてのSFの作家が受賞したことはないものの、カズオ・イシグロの『わたしを離さないで』の例があるように、受賞した作家が必ずしもSFを書かなかったということはなく、創作文芸全体が受賞の対象である。
過去には歴史家のモムゼン、哲学者（オイケン、ベルクソン、ラッセル）など、専業の文学者以外の受賞者もいたが、政治家のチャーチルの受賞を最後に専業の文学者のみが対象と決められた。しかし、1958年には作曲家でもあるボリス・パステルナーク、1964年には哲学者でもあるサルトルの受賞が決定された。2016年にはシンガーソングライターのボブ・ディランが受賞した（文学を専業としていない人も、全て受賞理由は文学によるものである。）。
文学賞受賞は、これまでにパステルナークとサルトルの2人によって辞退されている。サルトルが受賞を自ら辞退した一方で、パステルナークは政治的圧力により辞退を余儀なくされた。
ノーベル文学賞のメダルは、表面にはアルフレッド・ノーベルの横顔（各賞共通）、裏面にはギリシャ神話の女神であるミューズが歌う姿と月桂樹の下に座りながらそれを書き留める若い男（Inventas vitam juvat excoluisse per artes,の文字は各賞共通）がデザインされている。

## 選考
第1回の選考の際にはトルストイが存命で有力候補とされていたが、フランスのアカデミーが推薦した詩人シュリ・プリュドムが選ばれた。この選考結果に対して、スウェーデン国内で一部の作家たちが抗議を行うなど世論の批判があったが、トルストイの主張する無政府主義や宗教批判が受け入れられず、翌年以降も選ばれることは無かった。1901年 - 1912年のノーベル文学賞受賞者は「立派な人物像」が大きな要素であり、受賞者は文学作品の価値だけではなく、その賞に値するようなモラルと生活態度、また社会的な地位も大切であると考えられていたが、その後は作家の生活や趣向などは審査の対象外とし、作品自体の文学性を公平に審査基準とするように努められるようになった。
1913年には、インドのタゴールがヨーロッパ以外の地域から初めて選ばれた。タゴールはベンガル語で詩を作り、『夕べの歌』の出版以来、高い評価を得ていた。子供の頃から英語を学び、イギリス留学の経験もあるため英語に通じていたタゴールが自分自身で詩を英語に訳したところ、アイルランドの詩人イェイツなどの協力によって英語で出版され、ヨーロッパでも好評を得た。
1914年の選考ではカール・シュピッテラーが候補になっていたが、第一次世界大戦の勃発により授賞は中止された。1916年の11月に、1915年のロマン・ロランと1916年のヴェルネル・フォン・ヘイデンスタムの2人への授賞が発表された。式典自体は戦争が終結する1918年まで実施されなかった。
1925年に選ばれた劇作家バーナード・ショーは当初受賞を拒否していたが、説得により賞を受け、賞金はイギリスにおけるスウェーデン文学のための財団設立に投じられた。
第二次世界大戦が始まると4年の間、ノーベル文学賞は中止された。1945年に1944年の受賞者ヨハネス・イェンセンと1945年の受賞者ガブリエラ・ミストラルが同時に発表された。1945年の選考ではフランスのポール・ヴァレリーに決まりつつあったが、正式決定前の7月にヴァレリーが死亡したため、ミストラルの南米初の受賞が決まった。
1958年のソ連のボリス・パステルナークは政府からの圧力により、辞退を強要された。パステルナークは1960年に死亡し、1988年に息子がメダルを受け取っている。
サルトルは1964年に選ばれたが、辞退した。サルトルは公的な栄誉を否定しており、過去にもフランス政府による勲章などを辞退していた。公式な声明ではノーベル賞の辞退は個人的な理由としているが、この賞が西側中心のものであることへのサルトルの批判として受け止められた。

## セクハラ問題
＃MeToo運動が世界に広がった2017年、ノーベル文学賞の選考機関であるスウェーデン・アカデミーの女性会員の夫が、複数の女性に性的暴行を加えていたとの疑惑が報道された。また当該人物がヴィスワヴァ・シンボルスカ、エルフリーデ・イェリネク、ハロルド・ピンター、パトリック・モディアノなど計7名受賞者の名前を事前に漏洩していた事実も判明し、アカデミーは混乱に陥り、2018年の同賞の選考を見送ることを発表した。
この発表見送りに対してスウェーデンの文学関係者による市民団体「ニュー・アカデミー」は2018年の1回限りとなる代替賞「ニュー・アカデミー文学賞」を創設。マリーズ・コンデ（フランス海外県）へ授賞する事が10月12日に発表された。この賞はショートリスト4名が公表され、コンデの他に、ニール・ゲイマン（イギリス）、キム・トゥイ（ベトナム）、村上春樹（日本）が候補に入ったが、村上は選考時点で自ら辞退を申し出た。